# Сингулярність (фільм, 2017)
Сингулярність  — швейцарсько-американський науково-фантастичний фільм 2017 року. Сценаристом і режисером став Роберт Коуба, а в перших зйомках 2013 року знялися Джуліан Шаффнер, Жаннін Вакер і Кармен Аргенціано. Вперше фільм вийшов у 2017 році після того, як були додані інші сцени з Джоном К'юсаком .

## Про фільм
У 2020 році Еліас ван Дорн, глава корпорації «VA Industries», представляє світу свій новий винахід — високотехнологічний комп'ютер «Kronos», здатний припинити всі війни на Землі.
Після підключення його до мережі, розумна машина визначає людей як шкідливу інфекцію, приступивши до процедури тотального знищення.
97 років по тому людство опинилося на межі вимирання, переслідуване роботами-вбивцями. Двоє підлітків Ендрю і Калія намагаються вижити в недружньому світі і хочуть дістатися до Аврори — останнього безпечного поселення людей на планеті.

## Знімались
| Актор               | Роль        |
| ------------------- | ----------- |
| Юліан Шаффнер       | Ендрю Девіс |
| Джон К'юсак         | Джуліан     |
| Кармен Аргенціано   | Деміен      |
| Жаннін Мішель Вакер | Калія       |
| Его Нводім          | асистентка  |